# Luka Pisačić
Luka Pisačić (* 29. August 1997 in Zagreb) ist ein kroatischer Fußballspieler.

## Karriere
Pisačić begann seine Karriere beim NK Naftaš HAŠK Zagreb. Zwischen 2013 und 2014 spielte er für den NK Graničar Gradip Tučenik. Zur Saison 2014/15 wechselte er zum NK Strmec Bedenica. In der Winterpause jener Saison kehrte er zu Naftaš zurück. Im September 2015 wechselte er ein zweites Mal zu Strmec Bedenica. Im Januar 2016 wechselte er in die U-19 des NK Slaven Belupo Koprivnica. Nach einem halbe Jahr bei Slaven Belupo kehrte er zur Saison 2016/17 zu Strmec Bedenica zurück.
Im Januar 2017 wechselte er nach Österreich zum viertklassigen SV Eberau. Im März 2017 debütierte er gegen die Amateure der SV Mattersburg in der Landesliga. In jenem Spiel, das Eberau mit 6:3 verlor, erzielte er auch zwei Tore. Bis Saisonende kam er zu elf Einsätzen, in denen er fünf Tore erzielte. Zu Saisonende musste er mit Eberau aus der Landesliga absteigen.
Daraufhin wechselte er zur Saison 2017/18 zu den Amateuren von Mattersburg. Für diese kam er in jener Saison zu 28 Einsätzen, in denen er 13 Tore erzielte. Zu Saisonende stieg er mit Mattersburg II als Meister in die Regionalliga auf. Im August 2018 debütierte er gegen den SV Leobendorf in der Regionalliga. In jenem Spiel, das mit 1:1 remis endete, erzielte Pisačić auch sein erstes Tor in der dritthöchsten Spielklasse. Bis Saisonende kam er zu 13 Einsätzen, in denen er sieben Tore erzielte.
Zur Saison 2019/20 wechselte er zum Zweitligisten SV Lafnitz. Sein Debüt in der 2. Liga gab er im Juli 2019, als er am ersten Spieltag jener Saison gegen den FC Juniors OÖ in der 55. Minute für Mario Kröpfl eingewechselt wurde. Nach sechs Zweitligaeinsätzen verließ er den Verein nach einer Saison wieder. Zur Saison 2020/21 wechselte er nach Serbien zum Erstligisten FK Bačka, bei dem er einen bis Juni 2022 laufenden Vertrag erhielt. Für Bačka kam er zu 14 Einsätzen in der SuperLiga, aus der er mit dem Verein zu Saisonende allerdings abstieg.
Zur Saison 2021/22 wechselte er daraufhin nach Tschechien zum Zweitligisten SFC Opava. Für Opava spielte er achtmal in der FNL. Im Januar 2022 kehrte er nach Österreich zurück und schloss sich dem viertklassigen ASK Voitsberg an. Für Voitsberg kam er zu zehn Einsätzen in der Landesliga. Zur Saison 2022/23 wechselte er zum Regionalligisten DSV Leoben. Für Leoben absolvierte er 28 Regionalligapartien, in denen er dreimal traf. Mit dem Klub stieg er zu Saisonende in die 2. Liga auf, woraufhin er den Verein aber verließ.
Im August 2023 kehrte er dann nach Kroatien zurück und wechselte zum unterklassigen NK Mladost Ždralovi.